# Santana Castilho
Manuel Henrique Santana Castilho (Beja, 7 de junho de 1944 – Lisboa, 29 de maio de 2024) foi professor do Ensino Politécnico, ex-presidente da Escola Superior de Educação de Santarém e do seu conselho científico e do Instituto Politécnico de Setúbal, colunista de opinião no Jornal Público e comentador convidado na TVI sobre pedagogia e restantes temas sobre Educação e sua política. Nessa área, tem vasta obra publicada.
Foi membro do VIII Governo Constitucional de Portugal, como Subsecretário de Estado dos Assuntos Pedagógicos do Professor Doutor João José Fraústo da Silva (12 de junho de 1982 a 9 de junho de 1983) no Ministério da Educação e das Universidades.
Foi consultor do Banco Mundial, da União Europeia e da UNESCO, em projectos educacionais de âmbito internacional. Foi responsável por vários projectos internacionais de investigação educacional.
Foi director de várias revistas educacionais, nomeadamente da "Revista ESES": revista semestral da Escola Superior de Educação de Santarém, de 1989 a 1992, e da da revista de política educativa “Pontos nos ii”.

## Publicações
- O ensino passado a limpo: um sistema de ensino para Portugal e para os portugueses. Porto: Porto Editora 2011. ISBN 978-972-0-34010-8.
- Os bonzos da estatística: ideias falsas que travaram a educação.  Mangualde: Pedago, 2009. ISBN 978-972-8980-83-2[7]
- Globalização e Diversidade (em co-autoria). Porto: Porto Editora, 2002.
- Manifesto para a Educação em Portugal: os equívocos e as soluções, as tendências do terceiro milénio. Lisboa: Texto Editora, 1999.
- Portugal, a Informática e a Educação no Terceiro Milénio. Lisboa: IBM, 1992.
- As novas tecnologias e a "Escola Cultural". Évora: AEPEC/ Cadernos Escola Cultural, nº 5, 1992.
- A Propósito do Rolex. Lisboa: Time System, 1991.
- "Foreign Scholar Wants to Learn How to Test a Society – Not Just Students". In Examiner. Princeton, USA: Educational Testing Service, 1986.
- António Sérgio e a Escola dos Anos 80. Lisboa: INSCOOP, 1984.
- "Que Ensino Técnico Profissional?" In Tempo – Documentos, nº 14. Lisboa: Grafinova, 1983.
- "Escola Portuguesa: Uma Multidão no Vazio". In Tempo – Documentos, nº 13. Lisboa: Grafinova, 1983.
- Educação: Reflexões e Crítica. Lisboa: Nova Nórdica, 1982.
- "Novas Linhas de Rumo para a Educação Especial". In Escola Democrática, nº 4.Lisboa: ME, 1982.

## Cronista
- Coluna quinzenal no jornal Público – «Prova Escrita», desde Outubro de 2001.
- Coluna semanal de política educativa no jornal Tempo, de 1981 a 1990.
- Coluna semanal sobre educação n' O Globo, de 1983 e 1984.
- Assim como com artigos dispersos no DN e Expresso.[8]